# Stožčasta spirala
Stožčasta spirala je prostorska krivulja, ki jo dobimo tako, da navijemo s kotno hitrostjo {\displaystyle a\,} na stožec, ki ima višino {\displaystyle h\,} in polmer {\displaystyle r\,}, spiralo. 
Parametrična oblika enačbe stožčaste spirale je 
{\displaystyle x={\frac {h-z}{h}}r\cos(az)}
{\displaystyle y={\frac {h-z}{h}}r\sin(az)}
{\displaystyle z=z}
Splošna oblika parametrične enačbe pa je
{\displaystyle x=tr{\text{ }}\cos(az)}
{\displaystyle y=tr{\text{ }}\sin(az)}
{\displaystyle z=t}

## Dolžina loka
Dolžina loka stožčaste spirale je
{\displaystyle 1/2t{\sqrt {1+r^{2}(1+a^{2}r^{2}}}+{\frac {1+r^{2}}{2ar}}\operatorname {arsinh} {\frac {art}{\sqrt {1+r^{2}}}}}.

## Ukrivljenost
Ukrivljenost
je enaka 
{\displaystyle \kappa (t)={\frac {ar{\sqrt {4+a^{2}r^{2}+r^{2}(2+a^{2}t^{2})^{2}+r^{2}(2+a^{2}t^{2})^{2}}}}{[1+r^{2}(1+a^{2}t^{2}]^{3/2}}}}.

## Vzvoj
Vzvoj pa je
{\displaystyle \tau (t)={\frac {a(6+a^{2}r^{2})}{4+a^{2}r^{2}+r^{2}(2+a^{2}t^{2})^{2}}}}.